# Cyclisme aux Jeux olympiques de 1900
Navigation
Athènes 1896 Saint-Louis 1904

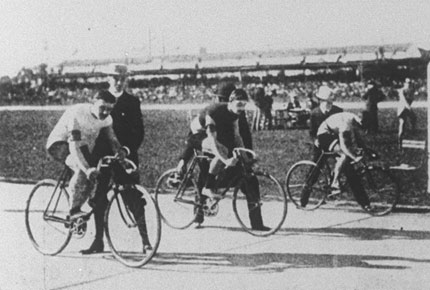
Finale de l'épreuve de sprint, entre (G. à D.) Taillandier, Sanz et Lake.

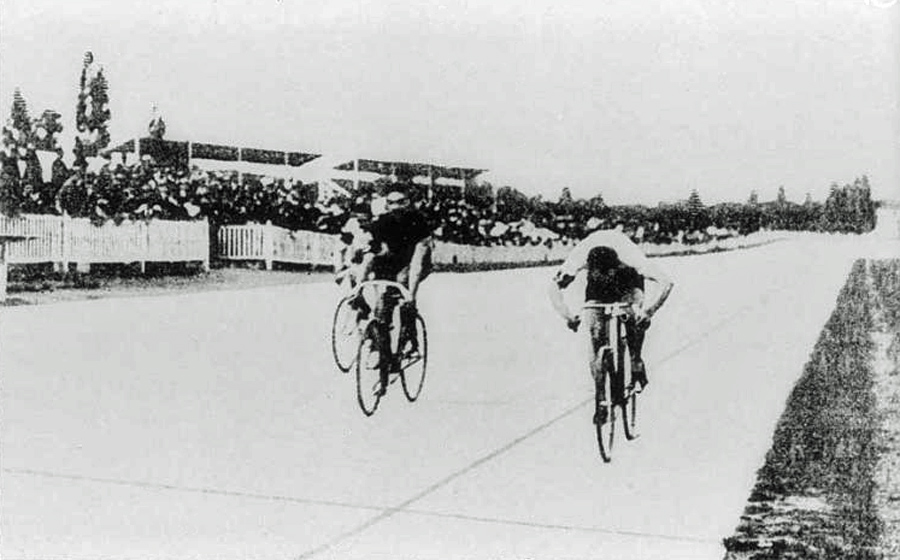
Arrivée de l'épreuve de sprint (Taillandier à D.).

Résultats des épreuves de cyclisme aux Jeux olympiques de 1900 à Paris. Toutes les épreuves sont sur piste.

## Podiums
| Podiums              |                    |                  |                   |
| Vitesse individuelle | Albert Taillandier | Fernand Sanz     | John Henry Lake   |
| Course aux points    | Enrico Brusoni     | Karl Duill       | Louis Trousselier |
| 25 km                | Louis Bastien      | Lloyd Hildebrand | Auguste Daumain   |

Tous les podiums officiels sur le site du CIO 
Le Comité international olympique a décidé, le 13 juin 2024 ,de réattribuer à la France la médaille d’argent du cycliste Lloyd Hildebrand

## Résultats

### Vitesse individuelle
| Médaille | Pays       | Atthlète           |        |
| -------- | ---------- | ------------------ | ------ |
| Or       | France     | Albert Taillandier | 2:52.0 |
| Argent   | France     | Fernand Sanz       |        |
| Bronze   | États-Unis | John Henry Lake    |        |

### Course aux points
| Médaille | Pays      | Atthlète          | Points |
| -------- | --------- | ----------------- | ------ |
| Or       | Italie    | Enrico Brusoni    | 21     |
| Argent   | Allemagne | Karl Duill        | 9      |
| Bronze   | France    | Louis Trousselier | 9      |

### 25 kilomètres
| Médaille | Pays   | Atthlète         | Performance¹ |
| -------- | ------ | ---------------- | ------------ |
| Or       | France | Louis Bastien    | 25 min 36 s  |
| Argent   | France | Lloyd Hildebrand | 28 min 09 s  |
| Bronze   | France | Auguste Daumain  | 29 min 36 s  |

## Tableau des médailles
| Rang | Nation      | Or | Argent | Bronze | Total |
| ---- | ----------- | -- | ------ | ------ | ----- |
| 1    | France      | 2  | 2      | 2      | 6     |
| 2    | Italie      | 1  | 0      | 0      | 1     |
| 3    | Allemagne   | 0  | 1      | 0      | 1     |
| 3    | Royaume-Uni | 0  | 0      | 0      | 0     |
| 4    | États-Unis  | 0  | 0      | 1      | 1     |

## Courses professionnelles non reconnues comme olympiques
De nombreuses courses réservées aux professionnels sont disputées dans le cadre des Jeux mais ces résultats ne sont pas reconnus par le CIO :
- Poursuite par équipes gagnée par  États-Unis suivis de  France et  Italie.
- Course aux points gagnée par Floyd McFarland  États-Unis suivi de Mathieu Cordang  Pays-Bas et Paul Bourotte  France.
- Tandem 2 000 mètres gagnés par Harrie Meyers  Pays-Bas et Gian Ferdinando Tomaselli  Italie suivis de Huber  Allemagne et Seidl  Autriche et de Edmond Jacquelin et Jean-Baptiste Louvet  France.
- 2 000 mètres gagnés par Harrie Meyers  Pays-Bas suivi de Tom Cooper  États-Unis et Edmond Jacquelin  France.
- 3 000 mètres gagnés par Mathieu Cordang  Pays-Bas suivi de Paul Bourotte  France et Victor Thuau  France.
- 3 000 mètres avec handicap gagnés par Pierre Chevalier  France suivi de Moussier  France et Charles Jue  France.
- 5 000 mètres avec handicap.
- 25 km gagnés par César Simar  France suivi de Lucien Lesna  France et Paul Bor  France.
- 50 km gagnés par Thaddäus Robl  Allemagne suivi de Piet Dickentman  Pays-Bas et Émile Bouhours  France.
- 100 km gagnés par Arthur Chase  Royaume-Uni suivi de Émile Bouhours  France et Édouard Taylor  France.
- 100 miles gagnés par Édouard Taylor  France suivi de Albert Walters  Royaume-Uni et Émile Bouhours  France.
- 24 heures gagnés par Mathieu Cordang  Pays-Bas suivi de Thaddäus Robl  Allemagne et Maurice Garin  Italie.